# Georges Habache
 (février 2010).
Si vous disposez d'ouvrages ou d'articles de référence ou si vous connaissez des sites web de qualité traitant du thème abordé ici, merci de compléter l'article en donnant les références utiles à sa vérifiabilité et en les liant à la section « Notes et références ».
Georges Habache (ou Habash) (جورج حبش), de son nom de guerre Al-Hakim الحكيم, né le 2 août 1926 dans la ville de Lydda (actuelle Lod) et mort le 26 janvier 2008 à Amman (Jordanie), est un nationaliste palestinien, fondateur et ancien secrétaire général du Front populaire de libération de la Palestine (FPLP).

## Sa jeunesse

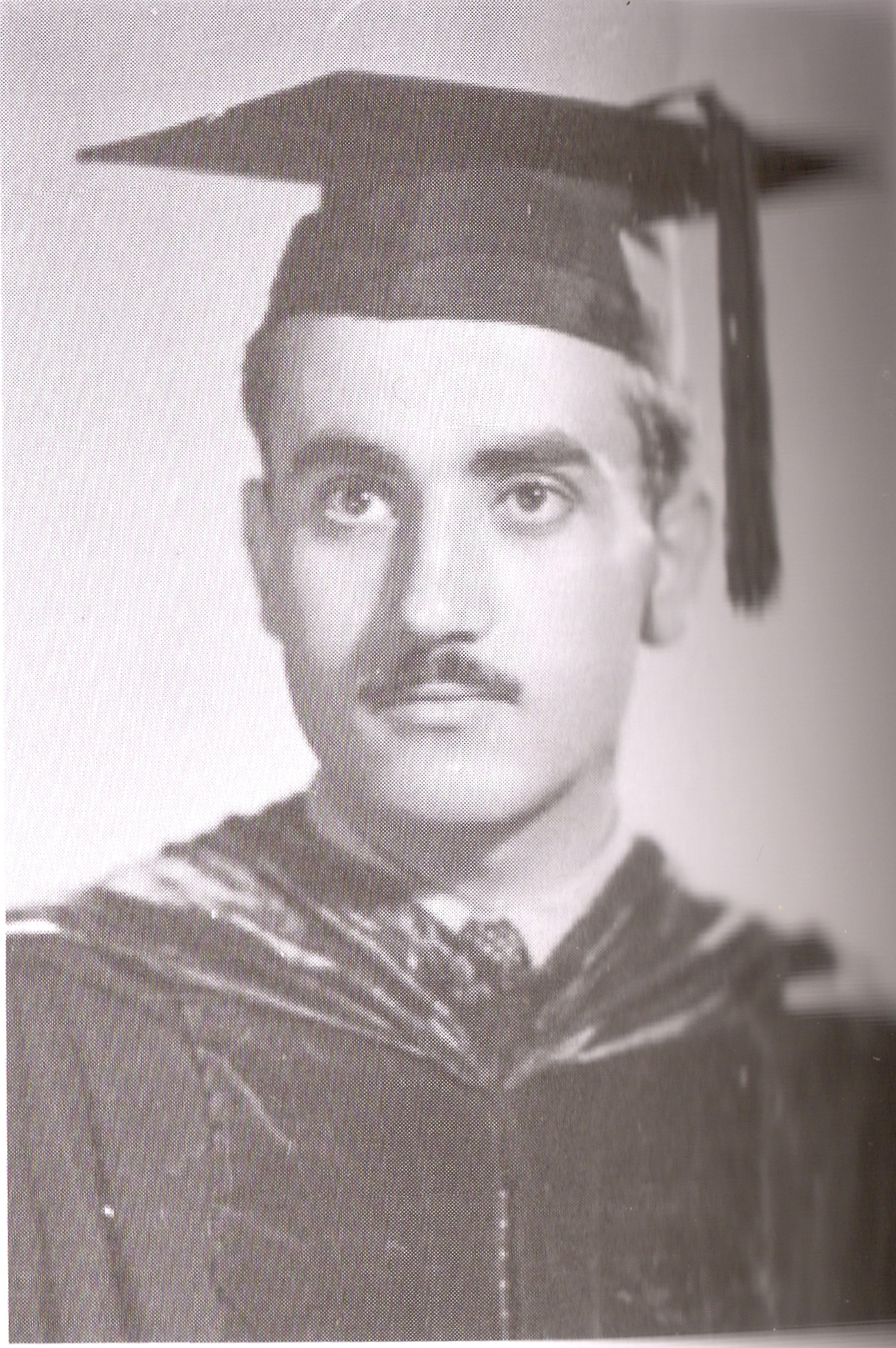
Georges Habache en 1951

Georges Habache est né dans la ville palestinienne de Lydda. Il est issu d'une famille de commerçants arabes de religion grecque orthodoxe. Il fait une partie de ses études secondaires à Jérusalem puis quitte la Palestine pour aller poursuivre ses études de médecine à l'université américaine de Beyrouth. Pendant la guerre israélo-arabe de 1948, sa famille fuit Lydda suivant les combats entre les armées arabes et l'armée israélienne. Habache parle arabe, anglais, et français. Retournant vers Lydda pour voir ce qui s'y passe, il se retrouve au milieu de Palestiniens venus y chercher refuge et il se met à porter secours aux blessés.
Il reprend ses études de médecine à l'Université américaine de Beyrouth. Il fonde avec Hani al-Hindi les Phalanges du Sacrifice, un groupe voué à l'action clandestine contre les dirigeants arabes qui se montrent conciliants avec Israël. Il est diplômé en 1951 et part dans les camps de réfugiés à Amman en Jordanie pour y ouvrir une clinique.
Il fonde la même année le Mouvement nationaliste arabe avec Constantin Zureik, Hani al-Hindi et Wadie Haddad. Il s'agit d'un parti, socialiste, nationaliste et panarabe, fortement influencé par le nassérisme et qui a pour but l'unification du monde arabe. En 1952, il crée l'Organisation pour s'opposer à la paix avec Israël. En 1955, il publie aussi avec Wadie Haddad la revue al-Rai. Cette revue sera interdite quelques mois plus tard. La revue reparaît à Damas sous la direction d'un jeune écrivain palestinien Ghassan Kanafani qui fera son succès.
En 1957, il est impliqué avec certains cadres palestiniens de la garde républicaine jordanienne[réf. nécessaire] dans une tentative de coup d'État contre le roi Hussein de Jordanie. Au moment de la création de la République arabe unie, il s'enfuit vers Damas, mais Haddad est arrêté et condamné à trois ans de prison.

## Le Front populaire de libération de la Palestine

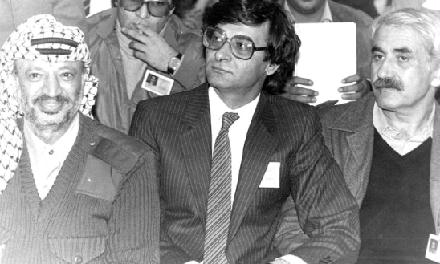
Yasser Arafat, Mahmoud Darwich et Georges Habache en Syrie vers 1980.

Le nassérisme est très affaibli par l'échec de l'union syro-égyptienne en 1958, et l'arrivée au pouvoir du baasisme en Syrie en 1963. En 1964, Georges Habache et son ami Haddad fondent à Beyrouth un Commandement ami régional pour la Palestine, une branche militaire du Mouvement nationaliste arabe. À la suite de la défaite égyptienne de la guerre des Six Jours en 1967, le nassérisme s'effondre. Le mouvement d'Habache fusionne alors avec le Front de libération de la Palestine d'Ahmed Jibril, pour former le Front populaire de libération de la Palestine, qui se définit comme un mouvement armé palestinien, nationaliste et marxiste. En 1968, Georges Habache est brièvement emprisonné en Syrie, mais parvient à s'échapper de prison.
Le FPLP se rend célèbre en appliquant sa stratégie des détournements d'avions, pouvant causer la mort d'innocents, comme à Orly en 1978. Le premier détournement revendiqué par le FPLP a lieu le 23 juillet 1968, contre un avion de la compagnie israélienne El Al.
En Jordanie, il appelle à la chute du régime hachémite jordanien, ce qui entraîne l'OLP dans les événements du Septembre noir. L'organisation reste néanmoins basée à Damas et poursuit pendant plus de 20 ans sa lutte armée contre l'État d'Israël et les intérêts occidentaux. D'après le journal français Le Monde, les Israéliens accusent le FPLP d'être impliqué dans la réalisation de l'attentat qui eut lieu en 1980, à la synagogue de la rue Copernic, à Paris, et qui fit quatre morts et quarante-six blessés. Au milieu des années 1970, Habache aurait participé activement à la création de l'Armée secrète arménienne de libération de l'Arménie (Asala), à Beyrouth.
Marxiste, le FPLP de Georges Habache représente une tendance qui se distingue du Fatah de Yasser Arafat, plus à droite, cette différence étant notamment symbolisée par la couleur des keffieh qu'ils portent, les damiers étant rouges pour l'un, et noirs pour le second. Depuis les années 1980, et la popularité croissante des courants islamistes, et en particulier du Hamas, le FPLP a rompu avec l'OLP dont il faisait partie et pratique sur le terrain en particulier à Gaza une alliance militaire avec le Hamas et le Jihad Islamique Palestinien. Une délégation du FPLP est présente chaque année à l'anniversaire de fondation du Hamas, tandis que le Hamas et le JIP se déplacent également pour célébrer l'anniversaire du FPLP,,.
En raison de ses relations étroites avec la Syrie, Ahmed Jibril se sépare de Georges Habache, alors en conflit avec le gouvernement baasiste de Damas. En 1968, Ahmed Jibril fonde une scission du FPLP, le Front populaire de libération de la Palestine-Commandement général (FPLP-CG). Ce groupe s'est fait remarquer pour ses captures de militaires israéliens pendant la guerre du Liban. Il y a plusieurs clivages : si Georges Habache et son FPLP ont montré de la solidarité avec la Syrie à plusieurs reprises (guerre du Liban, guerre civile de 2011 et attaque victorieuse de Joulani en 2024), Ahmed Jibril a toujours été beaucoup plus proche de la Syrie que Georges Habache. Jibril a aussi reproché le côté marxiste verbeux voire doctrinaire du mouvement alors que le FPLP-CG ne se revendique pas du marxisme et ne produit d'ailleurs pas de textes. Il est entièrement focalisé sur l'action militaire alors que le FPLP est un véritable parti politique en plus d'être un groupe armé. Le mouvement de Jibril est d'ailleurs essentiellement présent sur le sol syrien dans les camps de réfugiés palestiniens tandis que le FPLP de Habache est essentiellement présent en Cisjordanie et à Gaza. Jibril est musulman et Habache chrétien mais cela a une faible incidence, les deux dirigeants n'étant pas sectaires (Jibril, sunnite, est proche de l'alaouite Hafez el Assad).
En 1992, Georges Habache est victime d'une attaque cérébrale. Il est soigné en France, ce qui provoque de vives réactions dans le monde politique français et déclenche une véritable affaire Habache. À cette occasion, Israël proteste contre l'accueil d'un « chef terroriste aussi cruel ». À la suite de cette affaire, le secrétaire général du Quai d'Orsay, François Scheer, quelques hauts fonctionnaires et la Présidente de la Croix-Rouge française, Georgina Dufoix, démissionnent. Confrontée aux attaques de la droite, la Première ministre Édith Cresson écarte le 7 février 1992 la tenue d'élections anticipées.
En décembre 2000, Georges Habache démissionne de son poste de secrétaire général du FPLP. Quelques mois plus tard, son remplaçant et ancien adjoint, Abou Ali Mustafa, est assassiné par l'armée israélienne. Son idéologie révolutionnaire, sa détermination et ses actions de "résistance" font de Georges Habache un nationaliste palestinien qui conserve une forte popularité dans les territoires contrôlés par l'Autorité palestinienne.
Le 26 janvier 2008, à l'âge de 81 ans, il meurt d'une crise cardiaque dans une clinique d'Amman.